# Аціноп тонкоборозенчастий
Аціноп тонкоборозенчастий (Acinopus laevigatus) — вид жуків з родини турунів (Carabidae).

## Ареал
Вид поширений у Східній Європі (Греція, південь України), на півдні Росії, на Кавказі та у Середній Азії (Казахстан, Узбекистан, Таджикистан).

## Опис
Жук завдовжки 11-17 мм. Розділ правої нижньої щелепи розташований приблизно посередині. Головний щиток зазвичай з одним вістрям щетини в кожному передньому куті, але часто з 2 вістрями в одному, іноді в обох передніх кутах. Смужки надкрил тільки притиснуті, проміжки між ними не викривлені.

## Спосіб життя
Це всеїдний вид, що пошкоджує зернові культури (пшениця, жито, кукурудза, ячмінь, пшоно, овес), буряк, моркву, подорожник, а також кормові трав'янисті рослини.